# FC Amur-2010 Blagoveshchensk
El FC Amur-2010 Blagoveshchensk (del ruso: ФК «Амур-2010» Благовещенск) fue un club de fútbol ruso de la ciudad de Blagoveshchensk, fundado en 2010. El club disputó sus últimos partidos como local en el estadio Spartak y jugaba en la segunda división, el tercer nivel en el sistema de ligas ruso.

## Jugadores
Actualizado al 15 de agosto de 2012, según RFS (enlace roto disponible en Internet Archive; véase el historial, la primera versión y la última)..